# Góc
Trong hình học Euclid, góc là những gì nằm giữa hai đường thẳng cắt nhau tại một điểm. Hai đường thẳng được gọi là cạnh của góc. Giao điểm của chúng gọi là đỉnh của góc. Khi hai đường thẳng song song với nhau, không cắt nhau tại điểm nào (hoặc cũng có thể hiểu là cắt nhau tại vô cực), góc giữa chúng bằng không và không có đỉnh xác định (hoặc đỉnh ở vô cực).
Nếu lấy một vòng tròn đơn vị có tâm tại giao điểm O của hai đường thẳng và hai đường thẳng cắt vòng tròn đơn vị tại A1, A2 và B1, B2. Góc giữa hai đường thẳng sẽ là độ dài cung nối giữa Ai và Bj, với i và j bằng 1 hoặc 2 tùy theo quy ước, chia cho đơn vị độ dài để loại bỏ thứ nguyên và nhân với hằng số tỷ lệ tùy thuộc vào đơn vị đo góc.
Trong không gian ba chiều, góc giữa hai mặt phẳng (còn được gọi là góc khối) là phần không gian giới hạn bởi hai mặt phẳng đó, được đo bằng góc giữa hai đường thẳng trên hai mặt phẳng cùng trực giao với giao tuyến của hai mặt phẳng.
Khái niệm góc cũng được mở rộng cho đại số tuyến tính. Để loại bỏ rắc rối trong quy ước tính góc, có thể thay các đường thẳng bằng các véctơ thể hiện không chỉ độ nghiêng mà còn cả hướng. Khi tịnh tiến các véctơ về cùng tâm O và lấy một vòng tròn đơn vị tại tâm này, các véctơ sẽ chỉ cắt vòng tròn này tại hai điểm A và B. Độ lớn góc giữa hai véctơ sẽ là độ dài cung trên vòng tròn nối A và B chia cho đơn vị độ dài.

## Dụng cụ đo góc

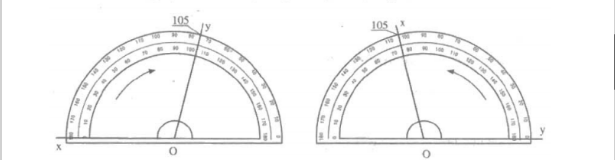
Thước đo góc

### Thước đo góc
Người ta thường dùng thước đo góc để đo góc. Trên thước ghi các số đo từ 0 đến 180 theo 2 vòng cung ngược nhau để việc đo góc được thuận tiện.

### Giác kế

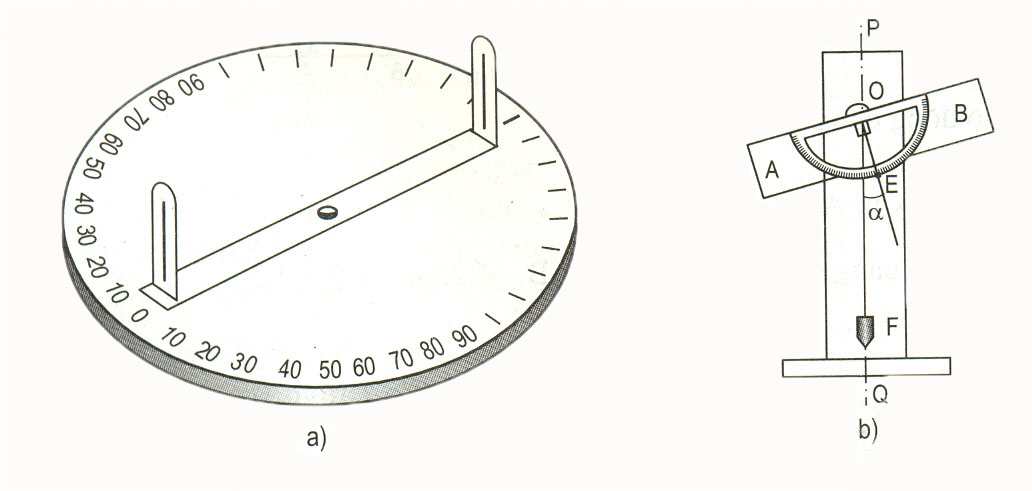
Giác kế ngang (hình a) và giác kế đứng (hình b)

#### Giác kế ngang
Giác kế ngang dùng để đo góc trên mặt đất. Nó gồm một đĩa tròn được đặt nằm ngang trên giá 3 chân. Mặt đĩa tròn được chia độ sẵn. Trên mặt đĩa có thanh quay xung quanh tâm đĩa; 2 đầu thanh quay có gắn 2 tấm thẳng đứng, mỗi tấm có một khe hở, 2 khe ở và tâm của đĩa luôn thẳng hàng.
Để đo một góc trên mặt đất, ta đặt giác kế sao cho mặt đĩa tròn nằm ngang và tâm của nó nằm trên đường thẳng đứng đi qua đỉnh của góc cần đo. Sau đó:
1. Điều chỉnh thanh quay về vị trí 0, rồi đồng thời điều chỉnh mặt đĩa và thanh quay sao cho cạnh thứ nhất của góc thẳng hàng với 2 khe hở.
2. Giữ cố định mặt đĩa và đưa thanh quay sao cho cạnh thứ hai của góc thẳng hàng với 2 khe hở. Số đo góc cần tìm chính là vị trí mà thanh quay chỉ vào sau bước này.

#### Giác kế đứng
Giác kế đứng dùng để đo góc theo phương thẳng đứng. Bộ phận chính của giác kế đứng là thước đo góc có thể quay quanh trục O cắm vuông góc với cọc PQ đặt ở vị trí thẳng đứng. Ở 2 đầu của thước ngắm có gắn 2 chiếc đinh tại A và B. Tại O có treo dây dọi OF (trong hình b, E là vạch ứng với điểm 0 trên thước đo góc. Ta có góc hợp bởi OE và OF là góc tạo bởi phương ngắm và phương nằm ngang)

## Đơn vị đo lường của góc

### Radian
Trong hệ đo lường quốc tế, góc được đo bằng radian. 
Một góc bẹt bằng π radian.

### Độ
Độ lớn của một góc cũng được đo bằng đơn vị thông dụng là độ, có ký hiệu là °. 
Một góc bẹt bằng 180 độ.
Độ được chia thành các đơn vị thấp hơn là phút và giây
1 Độ = 60 phút. Phút kí hiệu là '
1 Phút = 60 giây. Giây kí hiệu là "

### Vòng

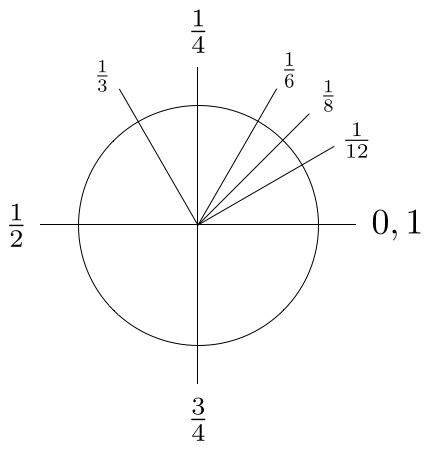
Bảng độ lớn của vòng

Vòng là một đơn vị đo có độ lớn bằng 1 đường tròn (360 độ).

## Các loại góc

Góc nhọn là góc lớn hơn 0° nhưng nhỏ hơn 90°
Góc vuông là góc bằng 90° (1/4 vòng tròn);
Góc tù là góc lớn hơn 90° nhưng nhỏ hơn 180°
Góc bẹt là góc bằng 180° (1/2 vòng tròn).
Góc phản là góc lớn hơn 180° nhưng nhỏ hơn 360°
Góc đầy là góc bằng 360° (toàn bộ vòng tròn).
Góc khối
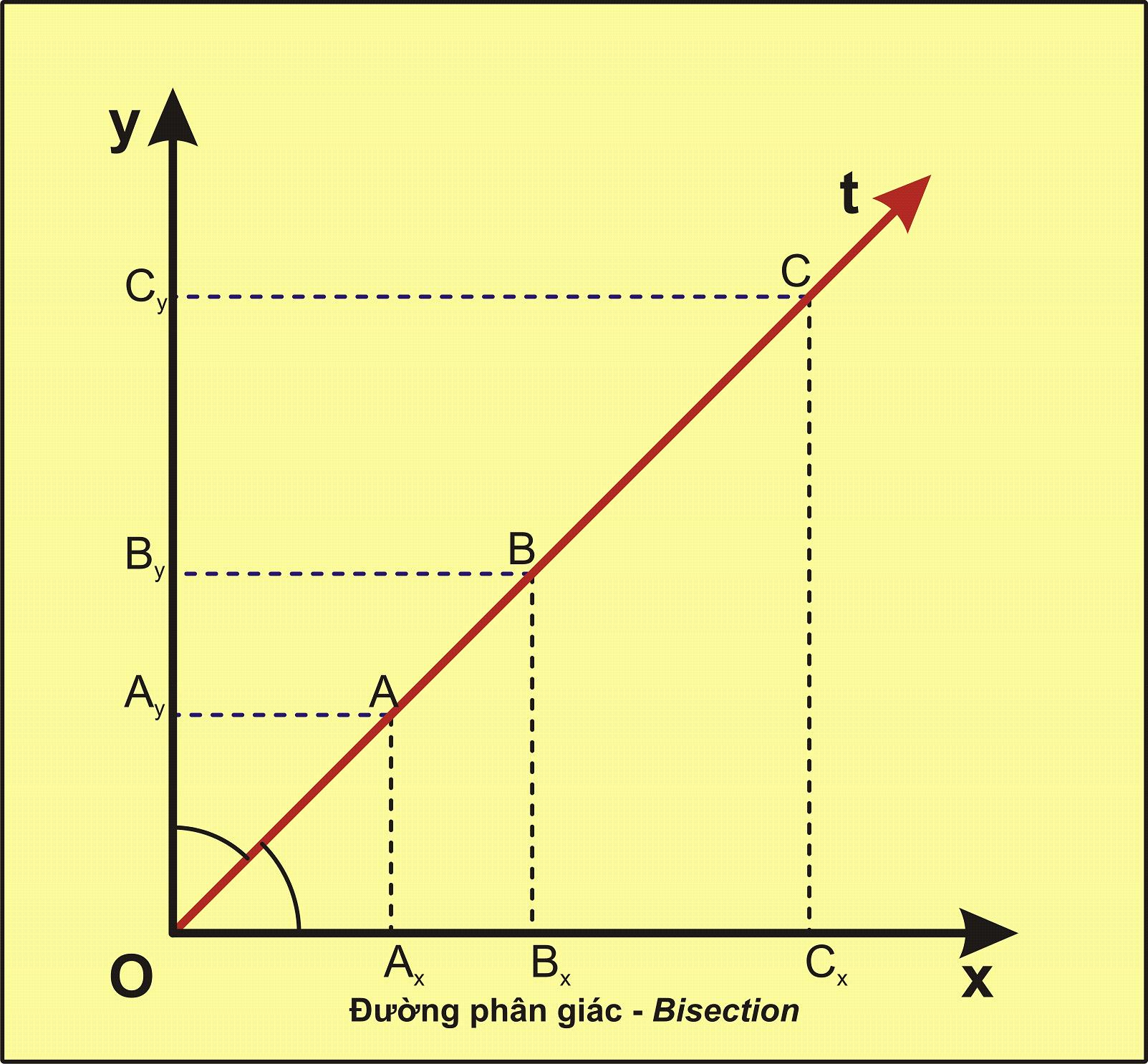
Đường phân giác
Chia đôi một góc bằng compa và thước kẻ
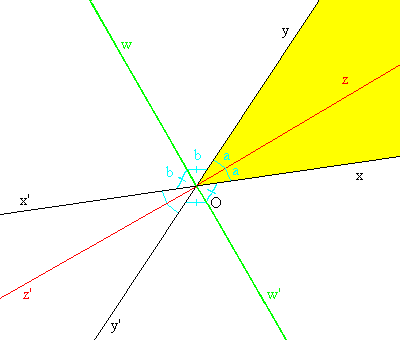
Góc đối đỉnh

## Đại số tuyến tính
Trong đại số tuyến tính; góc g; nằm giữa hai véctơ, v1 và v2, được định nghĩa qua phép nhân vô hướng của hai véctơ:
{\displaystyle cos(g)={\frac {v_{1}.v_{2}}{|v_{1}||v_{2}|}}}
Với
"." là phép nhân vô hướng hai vecto
|vi| là độ lớn của véctơ
cos(g) là hàm cos của góc g.
Khi hai véctơ trực giao, góc giữa chúng là góc vuông, thì:
v1. v2 = 0

## Tia phân giác
Tia phân giác của góc là tia nằm giữa hai cạnh của góc và tạo với hai cạnh ấy hai góc bằng nhau. Nó là quỹ tích của các điểm cách đều hai cạnh của góc. Bất kỳ điểm nào nằm trên tia phân giác đều cách đều hai tia đó.

## Biến thay thế góc
Giống như giá trị số, số đo góc cũng đó biến thế: α (alpha), β (beta), γ (gamma), δ (delta), ε (epsilon), ζ (zeta), η (eta), θ (theta), ι (iota), κ (kappa), Λ (lambda), μ (mu), ν (nu), ξ (xi), ο (omicron), ρ (rho), τ (tau), υ (upsilon), φ (phi), χ (chi), ψ (psi) và ω (omega).

## Các tính chất của góc
- Một tia cũng là một góc và có số đo là 0 độ.
- Nếu tia OA nằm giữa Oz và Oy thì A nằm trong góc zOy.
- Nếu tia Oa nằm giữa Ox và Oy thì: xOa + aOy = xOy.
- Tia phân giác Oa của góc xOy khi:

- Oa nằm giữa Ox và Oy (xOa + aOy = xOy)
- Hai góc được chia ra bởi tia bằng nhau (xOa = aOy).
- Hai góc kề nhau là hai góc có cạnh chung, hai cạnh còn lại nằm trên hai nửa mặt phẳng đối nhau.
- Hai góc phụ nhau có tổng số đo bằng một góc vuông.
- Hai góc bù nhau có tổng số đo bằng một góc bẹt.
- Hai góc kề bù là hai góc vừa kề nhau vừa bù nhau, có số đo bằng 1 góc bẹt
- Hai tia đối nhau tạo thành một góc bẹt.

- Các đường thẳng đồng quy tại 1 điểm sẽ tạo ra các cặp 2 góc đối đỉnh nhau. 2 góc đối đỉnh nhau thì có cùng số đo.